# Sicya pomona
Sicya pomona är en fjärilsart som beskrevs av Charles Oberthür 1883. Sicya pomona ingår i släktet Sicya och familjen mätare. Inga underarter finns listade i Catalogue of Life.